# Joseph Charles Marin
Joseph Charles Marin es un escultor francés nacido en París en 1749 y fallecido en 1834.

## Biografía
Alumno del escultor Clodion, hizo múltiples tentativas para ganar el Gran Premio de Escultura durante el Antiguo Régimen, antes de la Revolución. Obtiene muy tardíamente el gran premio de Roma de escultura en 1801 con el bajorrelieve Caïus Gracchus deja a su mujer Licinia ".
Si su primera manera, elegante, ligera y graciosa, está fuertemente influida por la de su maestro Clodion - en la segunda parte de su carrera, Marin adoptó un estilo y modelos más austeros, más en relación con los cánones neoclásicos entonces vigentes.

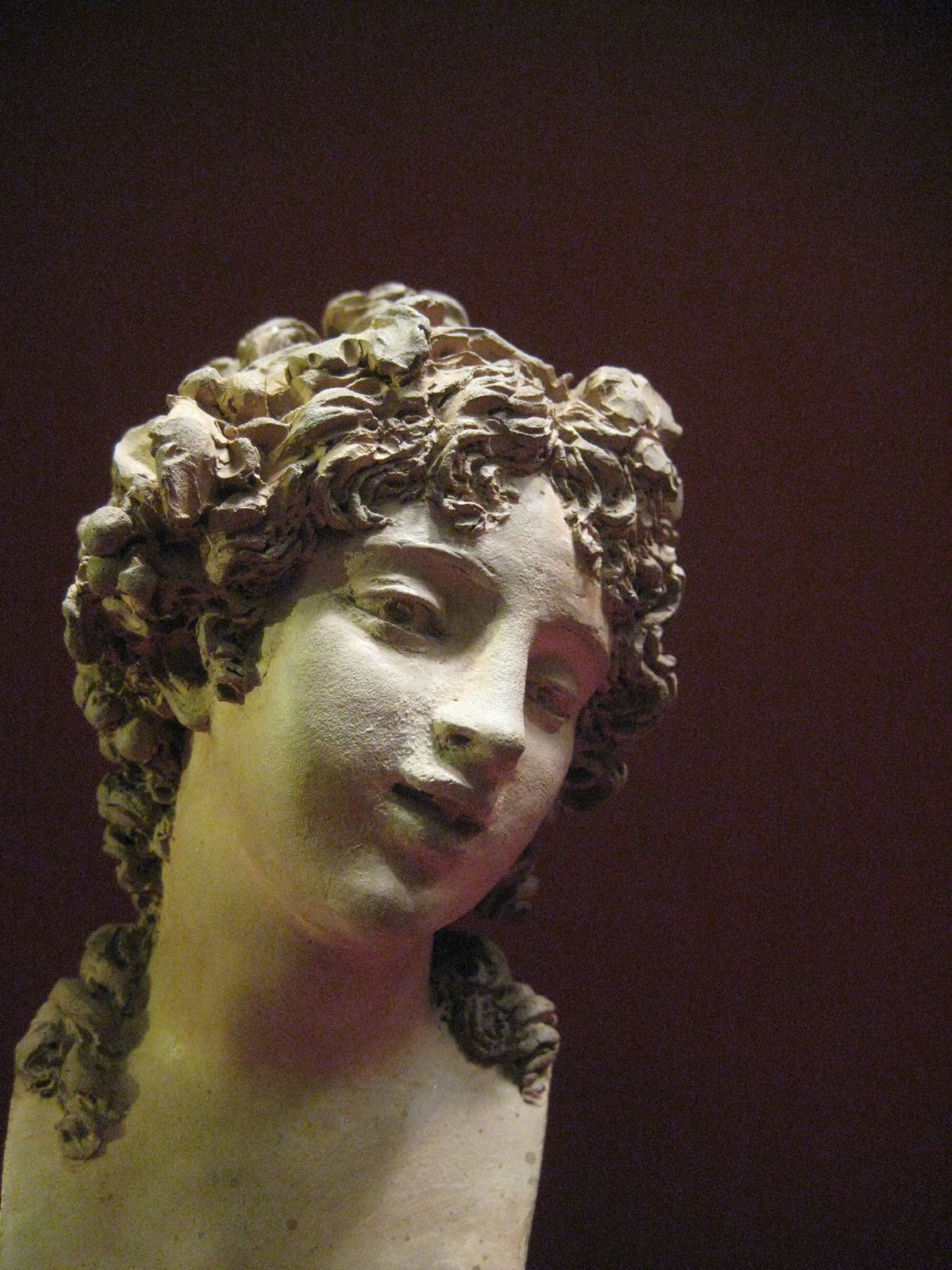
Una bacante, en el Metropolitan Museum de Nueva York.

## Obras

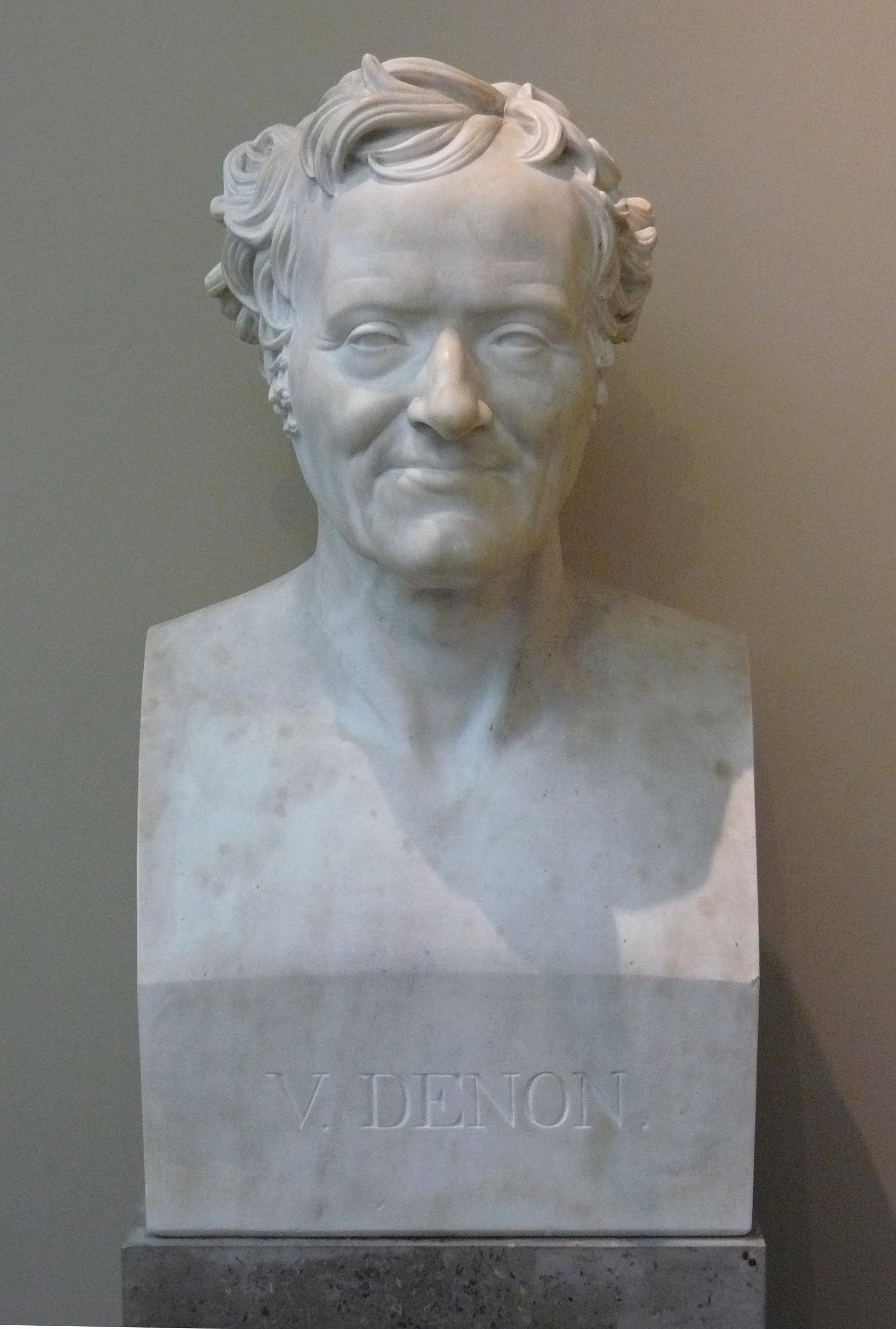
Busto de Vivant Denon.

- Tumba de Pauline de Beaumont  (1804), Roma, Iglesia de San Luis de los Franceses en Roma
- Anne Hilarion de Costentin de Tourville, vice-almirante y mariscal de Francia (1642 - 1701) (1827), estatua a escala mayor que el natural, mármol, Tourville-sur-Sienne (Manche) : esta obra estaba inicialmente destinada a la decoración del pont de la Concorde en París
- Joven chica de la paloma   " (1791), figurilla, barro cocido, París, museo del Louvre
- Retrato de Dominique Vivant Denon (1747 - 1825) busto como hermès, mármol, París, museo del Louvre Guyena en Burdeos ", figurilla (esbozo), barro cocido, Burdeos, museo de Aquitania
- Telémaco (1803 - 1805), estatua, mármol, Fontainebleau, castillo de Fontainebleau
- El marqués de Tourny, intendente general de Guyena en Burdeos, figurilla (boceto), tierra cocida, Burdeos, museo de Aquitania.
- Retrato de Carlo Bonaparte, busto, mármol, Ajaccio, ayuntamiento
- Retrato de Luciano Bonaparte , hacia 1805, busto de estilo neoclásico, que se conserva en el Palacio de Versailles.[1]
- Alegoría a la gloria de Lafayette, figurilla, barro cocido, Bayona, museo Bonnat
- " Un prêtresse ", una figurina, barro cocido, Bayona, museo Bonnat
- " Una vestal ", figurina, barro cocido, Bayona, museo Bonnat(1791)
- "Una bacante", en el Metropolitan Museum de Nueva York.